# Dryophthorus distinguendus
Dryophthorus distinguendus је инсект из реда тврдокрилаца (Coleoptera) и породице рилаши, сурлаши или пипе (Curculionidae).

## Распрострањење
Ареал врсте је био ограничен на једну државу. Сједињене Америчке Државе су биле једино познато природно станиште врсте.

## Станиште
Врста је била присутна на подручју Хавајских острва.

## Угроженост
Ова врста је изумрла, што значи да нису познати живи примерци.